# Phalloniscus minimus
Phalloniscus minimus är en kräftdjursart som beskrevs av Albert Vandel1977. Phalloniscus minimus ingår i släktet Phalloniscus och familjen Dubioniscidae. Inga underarter finns listade i Catalogue of Life.